# Максанс Лакруа
Максанс Лакруа (фр. Maxence Lacroix, нар. 6 квітня 2000, Вільнев-Сен-Жорж, Франція) — французький футболіст, центральний захисник англійського клубу «Крістал Пелес».

## Клубна кар'єра
Максанс Лакруа народився у містечку Вільнев-Сен-Жорж і грати у футбол починав на аматорському рівні в клубах з нижчих дивізіонів. З 2015 року Лакруа проходив вишкіл в академії клубу «Сошо». З 2017 року захисник вже був гравцем дублюючого складу «Сошо». Свій перший матч в основі він провів у грудні 2018 року у турнірі Кубка Франції.
Влітку 2020 року Лакруа приєднався до німецького клубу «Вольфсбург».
30 серпня 2024 року приєднався до англійського «Крістал Пелеса», підписавши контракт на пять років.

## Збірна
У травні 2017 року Максанс Лакруа у складі збірної Франції (U-17) виступав на європейській першості. У жовтні того ж року брав участь у світовій першості (U-17).

## Особисте життя
Максанс Лакруа народився у родині лікарів. Батько Максанса вихідець з Гваделупи.

## Титули і досягнення
- Володар Кубка Англії (1):

«Крістал Пелес»: 2024-25
- Володар Суперкубка Англії (1):

«Крістал Пелес»: 2025